# Metriocampa petrunkevitchi
Metriocampa petrunkevitchi är en urinsektsart som beskrevs av Filippo Silvestri 1933. Metriocampa petrunkevitchi ingår i släktet Metriocampa och familjen Campodeidae. Inga underarter finns listade i Catalogue of Life.